# Craig C. Mello
Craig Cameron Mello (ur. 18 października 1960 w Worcester, Massachusetts) – amerykański biochemik. Laureat Nagrody Nobla w dziedzinie medycyny lub fizjologii w 2006 roku (wraz z Andrew Z. Fire) „za odkrycie mechanizmu interferencji RNA”. Profesor medycyny molekularnej na University of Massachusetts Medical School.